# موریس بلادل
موریس بلادل (انگلیسی: Maurice Bladel؛ ۱۲ فوریه ۱۸۸۶ – ۱۴ فوریهٔ ۱۹۶۸) نویسنده اهل بلژیک بود.
از افتخارات وی میتوان به کسب مدال برنز ادبیات در بخش مسابقات هنری بازی‌های المپیک تابستانی ۱۹۲۰ اشاره کرد.